# 宋日貿易
宋日貿易，是指宋朝（南宋為多）與日本兩國之間所进行的贸易活动。宋日貿易也是日本自從晚唐停止向中國派遣遣唐使以後重新開始的中日交流（公元十至十三世紀）。在同一個時期發生的貿易活動也包括中國與朝鮮半島之間的貿易活動和日本與高麗（王氏高麗）間的日朝貿易活動等。
宋日貿易主要的發生時間為日本的平安時代中期至鎌倉時代中期。越前國的敦賀港和設有鴻臚館，有眾多中國人所居住的博多都是當時重要的貿易據點。

## 歷史
宋朝成立後不久為振興貿易在各地設置市舶司，與高麗、日本、南洋和南亞等發展貿易。日本則在大宰府監督下進行貿易，建有鴻臚館（接待、交易的機關）。但中日間並無正式的外交貿易，僅限於宋商私人貿易，宋商多行至博多交易，貿易是日本朝廷經營的，外國商船抵達後鴻臚館通知大宰府，並派信使從大宰府前往朝廷。其後，朝廷派出唐物使，優先購買佛經、佛像、佛具、藥材、香料等朝廷及貴族需要的物品。其餘的商品由當地豪族和有影響的寺社購入，此一買賣方式稱為「官司先買」。商人在鴻臚館停留3到6個月。住宿和膳食由鴻臚館提供。其後，903年朝廷頒布了嚴格的禁購令，禁止民間在朝廷收購所需物品前與外國商人貿易。909年，大宰府的官員代替了唐物使負責「官司先買」交易。
12世紀越前守平忠盛得到肥前國神崎莊的領地後獨自進行交易，將外來的貨品進獻給院（執政的太上皇），獲得近臣的地位。平氏政權成立後，平氏輸出其控制下的伊勢出產的水銀。平治之亂前的1158年，平氏首領平清盛在博多築建首個人工港，大力發展貿易，並驅逐寺院與神社等勢力，掌握了瀨戶內海的航路。平家與皇族參拜嚴島神社的航路也成了日宋間貿易的航路。1173年，擴建福原的外港大輪田泊（今神戶港），三月，與宋朝建立正式國交，施行振興貿易的國策。隔年，明州知事趙伯圭訪問平氏政權的都城福原京，與平清盛就貿易事宜進行會晤，雙方互通書信、互贈禮品，之後後白河法皇更向南宋致贈方物。不過，此後宋錢（宋朝鑄造的銅錢）的大量流入也導致了通貨膨脹，引發了一定的社會不安定。事實上日本在此之前根本無「通貨」可以膨脹或緊縮。
平氏政權滅亡之後的鎌倉時代，中日之間無正式邦交，但鎌倉幕府認可民間貿易，甚至也向博多派遣商船。如杭州商人謝國明即赴日定居於博多從事貿易。直至南宋末期，一直有貿易往來。武士階層信仰的禪宗受掌權的北條氏得宗家保護，民間的僧人可乘貿易船渡日。
日本方面亦有渡來宋朝（始於北宋）的商人、僧侶。中國方面主要據點為明州（今浙江寧波）。
南宋滅亡後元日之間也有貿易往來，但相關史料匱乏，原因可能是中國商人難以居於日本。
到1401年（应永8年）日明贸易正式恢复之前以私营贸易为中心，正式的交流是日本南北朝时代南朝方的怀良亲王朝贡，被封日本国王印的记录。

## 貿易品
輸入日本的貨物有宋錢、陶瓷器、絹織品、書籍與文房四寶、香料與藥品、繪畫等美術品、工藝品等。日本輸出的貨物有銅、硫磺等礦物、西部所產的木材羅板、日本刀等工藝品等。輸入日本的宋錢對日本的貨幣使用起了推動作用，而佛經的輸入對鎌倉時期的佛教變革（淨土思想的普及與禪宗的傳入等）有一定影響。